# Pontos mais altos do Rio Grande do Norte

## Elevações mais altas do Rio Grande do Norte
Lista dos dez pontos mais altos do Rio Grande do Norte de acordo com o Anuário Estatístico (IDEC, 1996), citado por Atlas Escolar do Rio Grande do Norte (2001). Todas as altitudes são em relação ao nível do mar, desconsiderando a diferença da base do terreno até do topo da elevação.
| Posição | Altitude(metros) | Localização           | Municípios                                          |
| ------- | ---------------- | --------------------- | --------------------------------------------------- |
| 1       | 831              | Serra de São José     | Luís Gomes/São Miguel (Rio Grande do Norte)         |
| 2       | 807              | Serra das Queimadas   | Equador (Rio Grande do Norte)                       |
| 3       | 760              | Serra do Martins      | Martins (Rio Grande do Norte)                       |
| 4       | 739              | Serra do João do Vale | Campo Grande (Rio Grande do Norte)/Triunfo Potiguar |
| 5       | 720              | Serra de Santana      | Santana do Matos                                    |
| 6       | 719              | Serra Garganta        | Florânia                                            |
| 7       | 713              | Serra da Coruja       | Carnaúba dos Dantas                                 |
| 8       | 711              | Serra Negra           | Tenente Ananias                                     |
| 9       | 703              | Serra Portalegre      | Portalegre                                          |
| 10      | 699              | Serra do Patu         | Patu                                                |

## Altimetria
Com o passar dos anos novas tecnologias para a medição de altitudes foram desenvolvidas e/ou popularizadas nos mais diferentes meios de comunicações existentes. Tais avanços mostraram-se mais precisos e, por este motivos, os pontos indicados na tabela superior foram revisados em pt-br.topographic-map.com, sem, portanto, ser uma base estudos acadêmicos e, consequentemente, de pouco prestígio.
| Posição | Altitude (metros) | Localização           | Municípo                                            |
| ------- | ----------------- | --------------------- | --------------------------------------------------- |
| 1       | 855               | Serra de São José     | Luís Gomes/São Miguel (Rio Grande do Norte)         |
| 2       | 805               | Serra das Queimadas   | Equador (Rio Grande do Norte)                       |
| 3       | 756               | Serra Garganta        | Florânia                                            |
| 4       | 752               | Serra do Martins      | Martins (Rio Grande do Norte)                       |
| 5       | 747               | Serra do João do Vale | Campo Grande (Rio Grande do Norte)/Triunfo Potiguar |
| 6       | 730               | Serra da Coruja       | Carnaúba dos Dantas                                 |
| 7       | 720               | Serra Portalegre      | Portalegre                                          |
| 8       | 717               | Serra do Pico         | Tenente Ananias                                     |
| 9       | 716               | Serra Preta           | Santana do Matos                                    |
| 10      | 691               | Serra do Patu         | Patu                                                |

## Outros pontos importantes
| Altitude       | Localização     | Município                                       |
| -------------- | --------------- | ----------------------------------------------- |
| 600            | Serra da Rajada | Carnaúba dos Dantas/Acari (Rio Grande do Norte) |
| 555 / 565 /590 | Pico do Cabugi  | Angicos                                         |

*Imagens de satélites indicam que o cume da Serra do Coqueiro está localizada entre a Paraíba e o Ceará, sem, portanto, pertencer ao estado do Rio Grande do Norte.
1. 1 2  http://pt-br.topographic-map.com/places/Rio-Grande-do-Norte-6660191/
2. ↑  https://earth.google.com/web/@-5.70366718,-36.31829127,394.67320541a,3224.20321288d,35y,-0h,0t,0r/data=Ck4aTBJGCiIweDdiMTBhNDI0NTA1ZDM1NzoweDY1NzJlZjJmNWQ4NzFmGWnR6BQP0xbAIeAQDuEQKULAKg5QaWNvIGRvIENhYnVqaRgCIAE
3. ↑  http://www.geoturismobrasil.com/artigos/Geoturismo%20no%20Pico%20Cabugi.pdf